# Nazionale maschile under 21 di calcio di San Marino
La Nazionale maschile under 21 di calcio di San Marino è la rappresentativa calcistica Under-21 della Repubblica di San Marino ed è posta sotto l'egida della Federazione Sammarinese Giuoco Calcio.

## Storia
L'Under-21 sammarinese, essendo una delle compagini più deboli a livello europeo, non ha mai partecipato alle fasi finali del Campionato europeo Under-21 che si tiene ogni due anni, ma solamente alle qualificazioni. In questa manifestazione i Titani hanno giocato 65 partite (con 3 vittorie, di cui 2 ottenute a tavolino, 3 pareggi e più di 60 sconfitte). Da ricordare che il 2 giugno 2012, la nazionale del Titano è riuscita a collezionare il primo punto nella storia delle qualificazioni, grazie ad un pareggio per 0-0 ottenuto contro la Grecia; mentre la prima vera vittoria ottenuta sul campo è arrivata il 6 settembre 2013 contro il Galles, per 1-0 grazie al gol di Juri Biordi. Dopo un cambio di guida tecnica (da Manzaroli a Papini) la nazionale Under 21 del Titano ottiene un altro risultato positivo il 5 marzo 2014: pareggio per 0-0 in casa con i pari età della Finlandia. Questo porta a 4 il bottino dei punti raccolti dalla nazionale nel cammino verso gli europei di categoria del 2015, cosa mai riuscita fino a quel momento a nessuna selezione del Titano. In seguito arriverà anche un ottimo pareggio in Estonia, nel 2015. Il 29 marzo 2022 arriva un altro risultato storico, con un pari interno 0-0 contro un'altra squadra baltica, la Lettonia. Per la prima volta nella sua storia il 6 giugno 2024 segna più di un gol in una singola partita, vincendo per 3-0 in amichevole contro i pari età di Gibilterra.
Serravalle, Stadio Olimpico di Serravalle, 6 settembre 2013
 San Marino - Galles  1-0
Marcatori:  22' Biordi
San Marino-U21: E. Benedettini, G.L. Proli, M. Battistini, D. Cesarini, M. Ciambotta, J. Biordi (60' A. Faetanini), L. Tosi, E. Colombini (C), M. Bernardi, A. Golinucci, M. Balzan (71' A. Zavoli).
Allenatore: Pier Angelo Manzaroli
Galles-U21: D. Ward, K. Freeman, M. Fox, L. Evans, S. Tancock, J. Walsh, W. Burns (84' B. Bodin), E. Huws (66' R. Ogleby), J. Cassidy (54' R. Ogbley), T. Lawrence, L. Isgrove.
Allenatore: Geraint Williams
Arbitro:  Dejan Jakimovski.
Spettatori: circa 100
Acquaviva, Stadio di Acquaviva, 6 giugno 2024
 San Marino - Gibilterra  3-0
Marcatori:  5’, 16’ e 26’ Zannoni
San Marino-U21: Amici; Guidi, Matteoni, M. Sancisi (dal 65’ Ciacci); Guerra (dal 46’ Giocondi), N. Sancisi (dal 62’ Pasolini), Valli Casadei (dal 77’ Dolcini), Toccaceli (dal 77’ Chiaruzzi), Riccardi (dal 46’ T. Benvenuti); Zannoni, Giacopetti (dal 62’ D’Addario)

Allenatore: Matteo Cecchetti
Gibilterra-U21:Victor; Ostheider (dall’88’ Hancock), Douah (dal 64’ Smith), Britto, Mauro (dal 46’ Yeo); Clinton (dall’88’ De Torres), Stevens (dal 46’ Federico); Borge (dall’88’ L. Avellano), Emrani (dal 40’ McGrail), Richards (dall’88’ Soleci), De Rio (dal 64’ Mason).
Allenatore: David Ochello
Arbitro:  Mattia Andruccioli.

## Rosa attuale
Lista dei 20 convocati dal CT Fabrizio Costantini per le sfide di qualificazione all'Europeo 2019 contro Croazia e Repubblica Ceca dell'8 e 11 novembre 2017.
Statistiche aggiornate all'11 novembre 2017.
| 1  | P | Mirco De Angelis       | 3 marzo 2000      | 2  | -4 | Cesena           |  |  |
| 12 | P | Eugenio Marconi        | 22 ottobre 1998   | 1  | -4 | Tropical Coriano |  |  |
|    | P | Mauricio Meroi Gennari | 26 giugno 1998    | 0  | 0  | Murata           |  |  |
|    |   |                        |                   |    |    |                  |  |  |
| 2  | D | Alessandro D'Addario   | 9 settembre 1997  | 15 | 1  | Rimini           |  |  |
| 3  | D | Andrea Grandoni        | 23 marzo 1997     | 13 | 0  | Juvenes/Dogana   |  |  |
| 5  | D | Enrico Casadei         | 18 febbraio 1996  | 5  | 0  | Juvenes/Dogana   |  |  |
| 13 | D | Mattia Valentini       | 10 dicembre 1998  | 1  | 0  | Domagnano        |  |  |
| 15 | D | Nicola Della Valle     | 19 maggio 1997    | 4  | 0  | Tre Fiori        |  |  |
| 17 | D | Filippo Matteoni       | 27 maggio 1996    | 0  | 0  | Tre Fiori        |  |  |
|    | D | Filippo Quaranta       | 11 settembre 1998 | 0  | 0  | Juvenes/Dogana   |  |  |
|    |   |                        |                   |    |    |                  |  |  |
| 4  | C | Michael Battistini     | 8 ottobre 1996    | 10 | 0  | Juvenes/Dogana   |  |  |
| 6  | C | Luca Censoni           | 18 luglio 1996    | 14 | 0  | Fya Riccione     |  |  |
| 7  | C | Andrea Tamagnini       | 27 settembre 1997 | 3  | 0  | Tre Fiori        |  |  |
| 8  | C | Marcello Mularoni      | 8 settembre 1998  | 5  | 0  | Pietracuta       |  |  |
| 9  | C | Cristian Gatti         | 6 maggio 1999     | 3  | 0  | Tropical Coriano |  |  |
| 11 | C | Lorenzo Lunadei        | 12 luglio 1997    | 5  | 0  | Fya Riccione     |  |  |
| 16 | C | Davide Venerucci       | 8 giugno 1997     | 3  | 0  | Cailungo         |  |  |
|    |   |                        |                   |    |    |                  |  |  |
| 10 | A | Fabio Tomassini        | 5 febbraio 1996   | 14 | 0  | Sammaurese       |  |  |
| 14 | A | Vincent Paul Vultaggio | 17 agosto 1998    | 4  | 0  | Oakland County   |  |  |
| 18 | A | Matteo Giardi          | 14 aprile 1997    | 1  | 0  | Folgore          |  |  |

## Staff per le sfide di qualificazione all'Europeo 2019
| Ruolo                    | Nome                      |
| ------------------------ | ------------------------- |
| Commissario Tecnico      | Fabrizio Costantini       |
| Collaboratore tecnico    | Pietro Rossi              |
| Preparatore Atletico     | Gianluca Gatti            |
| Preparatore dei portieri | Pietro Martini            |
| Medico                   | Dott. Salvatore Monaldini |
| Massaggiatore            | Michela Rotunno           |
| Accompagnatore Ufficiale | Massimo Censoni           |

## Partecipazioni ai tornei internazionali

### Europeo U-21
- 1990: Non qualificata
- 1992: Non qualificata
- 1994: Non qualificata
- 1996: Non qualificata
- 1998: Non qualificata
- 2000: Non partecipante
- 2002: Non partecipante
- 2004: Non qualificata
- 2006: Non qualificata
- 2007: Non qualificata
- 2009: Non qualificata
- 2011: Non qualificata
- 2013: Non qualificata
- 2015: Non qualificata
- 2017: Non qualificata
- 2019: Non qualificata
- 2021: Non qualificata
- 2023: Non qualificata